# Lo Barnechea
Lo Barnechea je grad i općina u Santiagu. Po procjenama iz 2002., ima 74.749 stanovnika i površinu od 1.024 km².

## Također pogledajte
- Santiago de Chile

## Vanjske poveznice
- Službena stranica (šp.)

### Ostali projekti
|  | Zajednički poslužitelj ima još gradiva o temi Lo Barnechea |